# Naïve Records
Naïve Records é uma gravadora independente francesa com sede em Paris, especializada em música eletrônica, música pop, jazz e música clássica. Foi fundada em 1997 por Patrick Zelnik, Gilles Paires e Eric Tong Cuong.